# U-9
O Unterseeboot 9 foi um U-Boot que serviu durante a Segunda Guerra Mundial.
O submarino foi afundado por bombas de uma aeronave soviética às 10:30 do dia 20 de Agosto de 1944 em Konstanza, no mar Negro.
Foi trazido à tona pelos soviéticos em 1945 e levado para Mykolaiv. Foi reparado no mesmo ano e comissionado na Marinha Soviética como sendo o TS-16, mas não trouxe os resultados esperados e foi afundado no dia 12 de Dezembro de 1946.

## Comandantes
| Comandante                           | Data                                            |
| ------------------------------------ | ----------------------------------------------- |
| KrvKpt. Hans-Günther Looff           | 21 de Agosto de 1935 - 1936/37                  |
| Werner von Schmidt                   | 30 de Setembro de 1935 - 1 de Outubro de 1937   |
| Kptlt. Ludwig Mathes                 | 1 de Outubro de 1937 - 18 de Setembro de 1939   |
| Max-Martin Schulte                   | 19 de Setembro de 1939 - 29 de Dezembro de 1939 |
| Oblt. Wolfgang Lüth                  | 30 de Dezembro de 1939 - 10 de Junho de 1940    |
| Wolfgang Kaufmann                    | 11 de Junho de 1940 - 20 de Outubro de 1940     |
| Kptlt. Joachim Deecke                | 21 de Outubro de 1940 - 8 de Junho de 1941      |
| Hans-Joachim Schmidt-Weichert        | 2 de Julho de 1941 - 30 de Abril de 1942        |
| Kptlt. Hans-Joachim Schmidt-Weichert | 28 de Outubro de 1942 - 15 de Setembro de 1943  |
| Oblt. Heinrich Klapdor               | 16 de Setembro de 1943 - 20 de Agosto de 1944   |
| Oblt. Martin Landt-Hayen             | 5 de Abril de 1944 - 6 de Abril de 1944         |
| Kptlt. Klaus Petersen                | 7 de Abril de 1944 - Junho de 1944              |

## Carreira

### Subordinação
| 1 de Setembro de 1935 - 30 de Junho de 1940 | 1. Unterseebootsflottille  |
| 1 de Julho de 1940 - 31 de Outubro de 1940  | 24. Unterseebootsflottille |
| 1 de Novembro de 1940 - 1 de Maio de 1942   | 21. Unterseebootsflottille |
| 1 de Outubro de 1942 - 20 de Agosto de 1944 | 30. Unterseebootsflottille |

### Patrulhas
|       | Comandante                           | Partida     | Partida       | Chegada     | Chegada       | Dias     | Toneladas |
| ----- | ------------------------------------ | ----------- | ------------- | ----------- | ------------- | -------- | --------- |
| 1     | Kptlt. Ludwig Mathes                 | 25 Ago 1939 | Wilhelmshaven | 15 Set 1939 | Kiel          | 22 dias  |           |
| 2     | Oblt. Wolfgang Lüth                  | 16 Jan 1940 | Kiel          | 22 Jan 1940 | Wilhelmshaven | 7 dias   | 2,367     |
| 3     | Oblt. Wolfgang Lüth                  | 5 Fev 1940  | Wilhelmshaven | 14 Fev 1940 | Helgoland     | 10 dias  | 1,213     |
| 3     | Oblt. Wolfgang Lüth                  | 17 Fev 1940 | Helgoland     | 17 Fev 1940 | Wilhelmshaven | 1 dia    |           |
| 4     | Oblt. Wolfgang Lüth                  | 14 Mar 1940 | Wilhelmshaven | 20 Mar 1940 | Wilhelmshaven | 7 dias   |           |
| 5     | Oblt. Wolfgang Lüth                  | 4 Abr 1940  | Wilhelmshaven | 24 Abr 1940 | Kiel          | 21 dias  |           |
| 6     | Oblt. Wolfgang Lüth                  | 5 Mai 1940  | Kiel          | 15 Mai 1940 | Wilhelmshaven | 11 dias  | 4,390     |
| 7     | Oblt. Wolfgang Lüth                  | 16 Mai 1940 | Wilhelmshaven | 30 Mai 1940 | Kiel          | 15 dias  | 3,256     |
| 8     | Hans-Joachim Schmidt-Weichert        | 11 Nov 1942 | Konstanza     | 1 Dez 1942  | Konstanza     | 21 dias  |           |
| 9     | Hans-Joachim Schmidt-Weichert        | 19 Dez 1942 | Konstanza     | 7 Jan 1943  | Konstanza     | 20 dias  |           |
| 10    | Hans-Joachim Schmidt-Weichert        | 3 Fev 1943  | Konstanza     | 3 Mar 1943  | Konstanza     | 29 dias  |           |
| 11    | Hans-Joachim Schmidt-Weichert        | 17 Abr 1943 | Konstanza     | 10 Mai 1943 | Konstanza     | 24 dias  |           |
| 12    | Hans-Joachim Schmidt-Weichert        | 20 Mai 1943 | Konstanza     | 12 Jun 1943 | Konstanza     | 24 dias  |           |
| 13    | Kptlt. Hans-Joachim Schmidt-Weichert | 26 Ago 1943 | Konstanza     | 6 Set 1943  | Sevastopol    | 12 dias  |           |
| 13    | Kptlt. Hans-Joachim Schmidt-Weichert | 9 Set 1943  | Sevastopol    | 10 Set 1943 | Konstanza     | 2 dias   |           |
| 14    | Oblt. Heinrich Klapdor               | 2 Out 1943  | Konstanza     | 23 Out 1943 | Feodosia      | 22 dias  |           |
| 14    | Oblt. Heinrich Klapdor               | 24 Out 1943 | Feodosia      | 6 Nov 1943  | Konstanza     | 14 dias  |           |
| 15    | Oblt. Heinrich Klapdor               | 28 Nov 1943 | Konstanza     | 25 Dez 1943 | Konstanza     | 28 dias  |           |
| 16    | Oblt. Heinrich Klapdor               | 21 Fev 1944 | Konstanza     | 25 Fev 1944 | Sevastopol    | 5 dias   |           |
| 16    | Oblt. Heinrich Klapdor               | 26 Fev 1944 | Sevastopol    | 28 Fev 1944 | Konstanza     | 3 dias   |           |
| 17    | Oblt. Heinrich Klapdor               | 23 Mar 1944 | Konstanza     | 31 Mar 1944 | Feodosia      | 9 dias   |           |
| 17    | Oblt. Heinrich Klapdor               | 31 Mar 1944 | Feodosia      | 2 Abr 1944  | Sevastopol    | 3 dias   |           |
| 17    | Oblt. Martin Landt-Hayen             | 5 Abr 1944  | Sewastopol    | 6 Abr 1944  | Konstanza     | 2 dias   |           |
| 18    | Kptlt. Klaus Petersen                | 26 Abr 1944 | Konstanza     | 28 Mai 1944 | Konstanza     | 33 dias  | 412       |
| 19    | Oblt. Heinrich Klapdor               | 15 Jul 1944 | Konstanza     | 11 Ago 1944 | Konstanza     | 28 dias  |           |
| Total | Total                                | Total       | Total         | Total       | Total         | 373 dias | 11 638 t  |

### Navios atacados pelo U-9
- 7 navios afundados num total de 16,669 GRT[1]
- 1 navio de guerra afundado num total de 552 toneladas
- 1 navio de guerra afundado num total de 412 toneladas

| Data        | Comandante     | Nome da Embarcação  | Toneladas | Nacionalidade     |
| ----------- | -------------- | ------------------- | --------- | ----------------- |
| 18 Jan 1940 | Wolfgang Lüth  | Flandria            | 1 179     | Suécia            |
| 19 Jan 1940 | Wolfgang Lüth  | Patria              | 1 188     | Suécia            |
| 11 Fev 1940 | Wolfgang Lüth  | Linda               | 1 213     | Estónia           |
| 4 Mai 1940  | Wolfgang Lüth  | San Tiburcio (mina) | 5 995     | Reino Unido       |
| 9 Mai 1940  | Wolfgang Lüth  | Doris (Q-135)       | 552       | Marinha da França |
| 11 Mai 1940 | Wolfgang Lüth  | Tringa              | 1 930     | Reino Unido       |
| 11 Mai 1940 | Wolfgang Lüth  | Viiu                | 1 908     | Estónia           |
| 23 Mai 1940 | Wolfgang Lüth  | Sigurd Faulbaum     | 3 256     | Bélgica           |
| 11 Mai 1944 | Klaus Petersen | Shtorm (danificado) | 412       | Rússia            |
| Total       | Total          | Total               | 17 633 t  |                   |